# Cassius Marsh
Cassius Lee Marsh (Mission Hills, 7 luglio 1992) è un giocatore di football americano statunitense che milita nel ruolo di defensive end per i Jacksonville Jaguars della National Football League (NFL). Fu scelto nel corso del quarto giro (108º assoluto) del Draft NFL 2014 dai Seattle Seahawks. Al college ha giocato a football a UCLA.

## Carriera

### Seattle Seahawks
Marsh fu scelto nel corso del quarto giro del Draft 2014 dai Seattle Seahawks. Debuttò come professionista nella gara della settimana 1 vinta contro i Green Bay Packers senza fare registrare alcuna statistica. I primi quattro tackle li mise a segno nella vittoria della settimana 3 sui Denver Broncos. Dopo avere disputato cinque gare nella sua prima stagione, nella successiva trovò maggior spazio giocando tutte le 16 gare, in cui mise a segno 28 tackle.
Nella prima gara della stagione 2016 contro i Miami Dolphins, Marsh mise a segno il primo sack in carriera, in una giocata in cui forzò anche un fumble. La sua annata si chiuse con 3 sack.

### New England Patriots
Il 2 settembre 2017, Marsh fu scambiato con i New England Patriots per una scelta del quinto e del settimo giro del draft.

## Palmarès

### Franchigia
- National Football Conference Championship: 1

Seattle Seahawks: 2014
- American Football Conference Championship: 1

New England Patriots: 2017